# トレッスル橋
トレッスル橋（トレッスルきょう、Trestle bridge）とは、末広がりに組まれた橋脚垂直要素（縦材）を多数短スパンで使用して橋桁を支持する形式の橋梁で、一般には鉄道橋としての用例が多い。

## 特徴
トレッスルとは「架台」、あるいは「うま」のことで、これに橋桁を乗せた構造を持つ桁橋である。長大なスパンがとれず多数の橋脚を必要とするため、河川や海上に建設するのには不向きだが、陸上橋とすれば全体としての使用部材量が少なくて済むことが特徴とされる。

## 歴史

### 北米

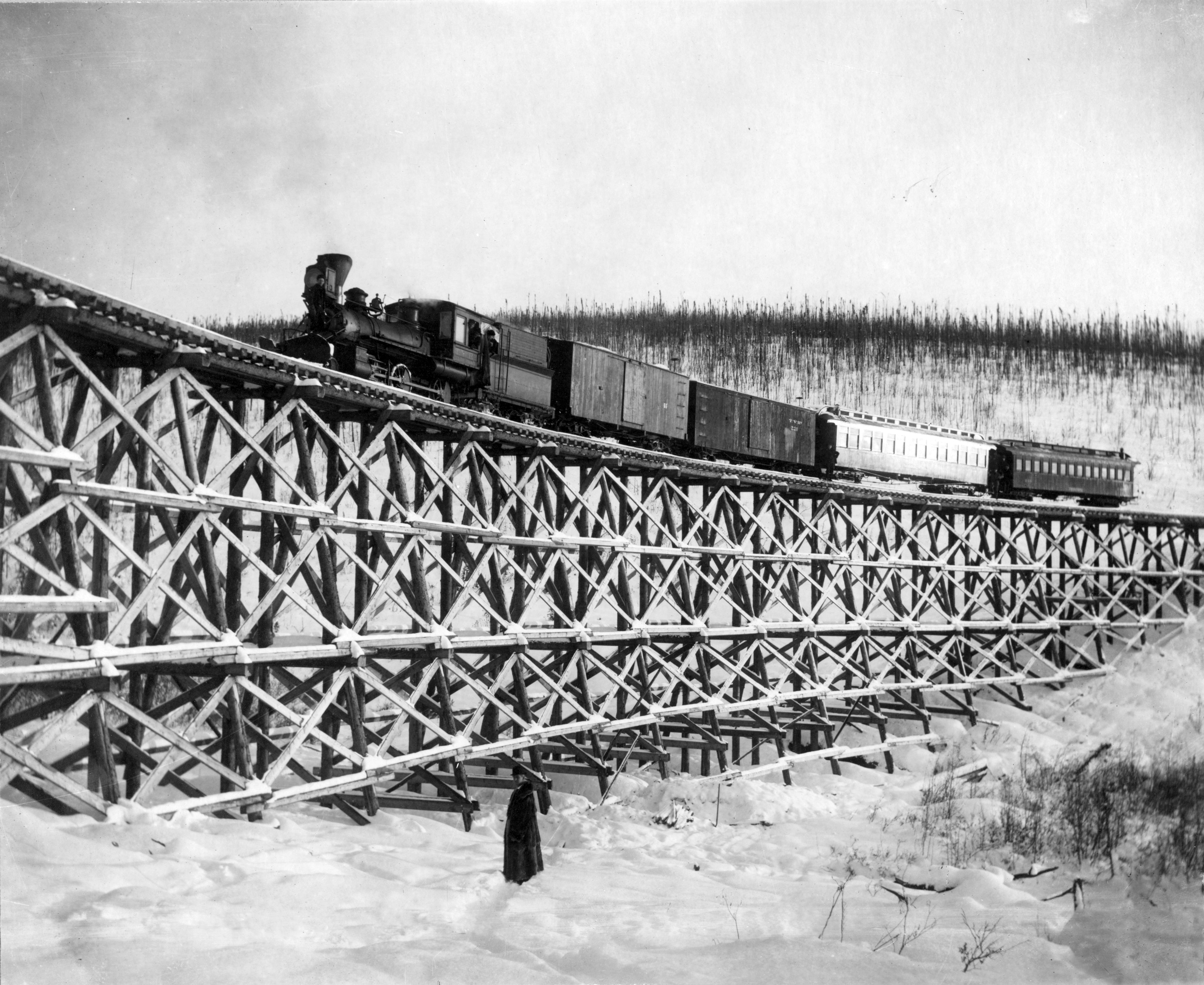
ティンバートレッスル橋

トレッスル橋は19世紀から20世紀初頭にかけて北米の鉄道延伸において谷を渡る際に多く利用された。
山岳地帯における谷越えや、渡河橋へのアプローチとして川沿いの氾濫原を横断するため等の目的で、19世紀には木製のトレッスル（ティンバートレッスル）が広範囲に造られた。樹皮をむいた丸太をクレオソート油に漬けて防食性を増したものを垂直要素の主構造材（縦材）とし、これに同様の防食処理をした丸太や板材を釘うちやボルト係合してブレース（横材・斜材）とするのが一般的であった。
20世紀に入り、比較的大きな線路勾配が許容されるようになり、また、トンネル技術が発達したことにより、トレッスル橋の必要性は減少した。

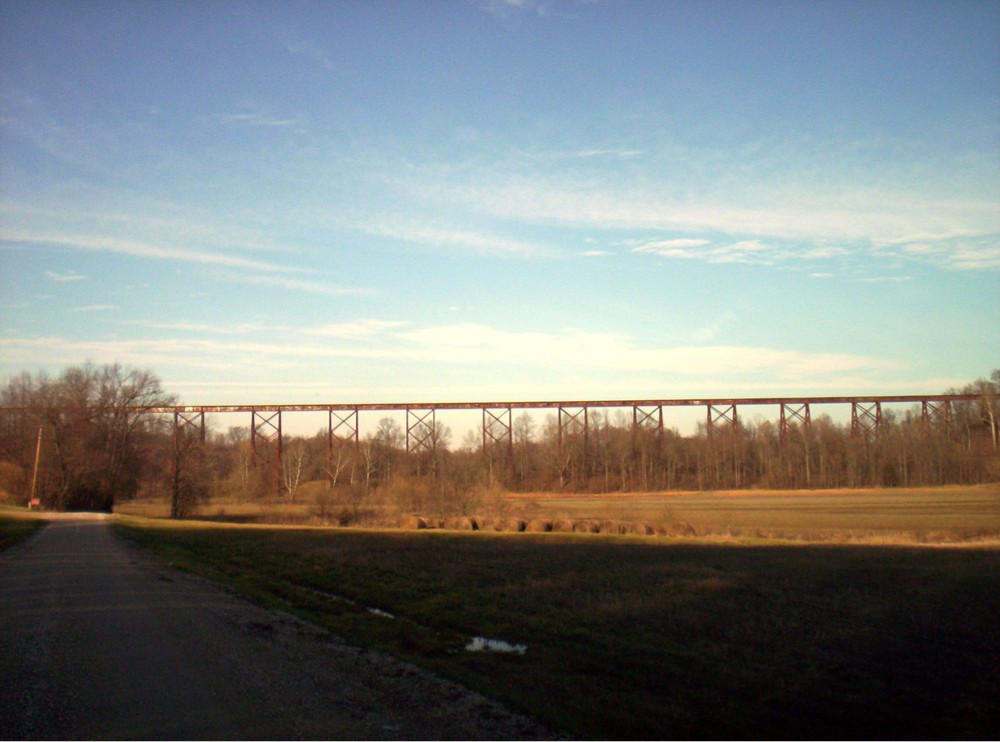
アメリカ合衆国 インディアナ州 Tulip Viaduct（英語版）
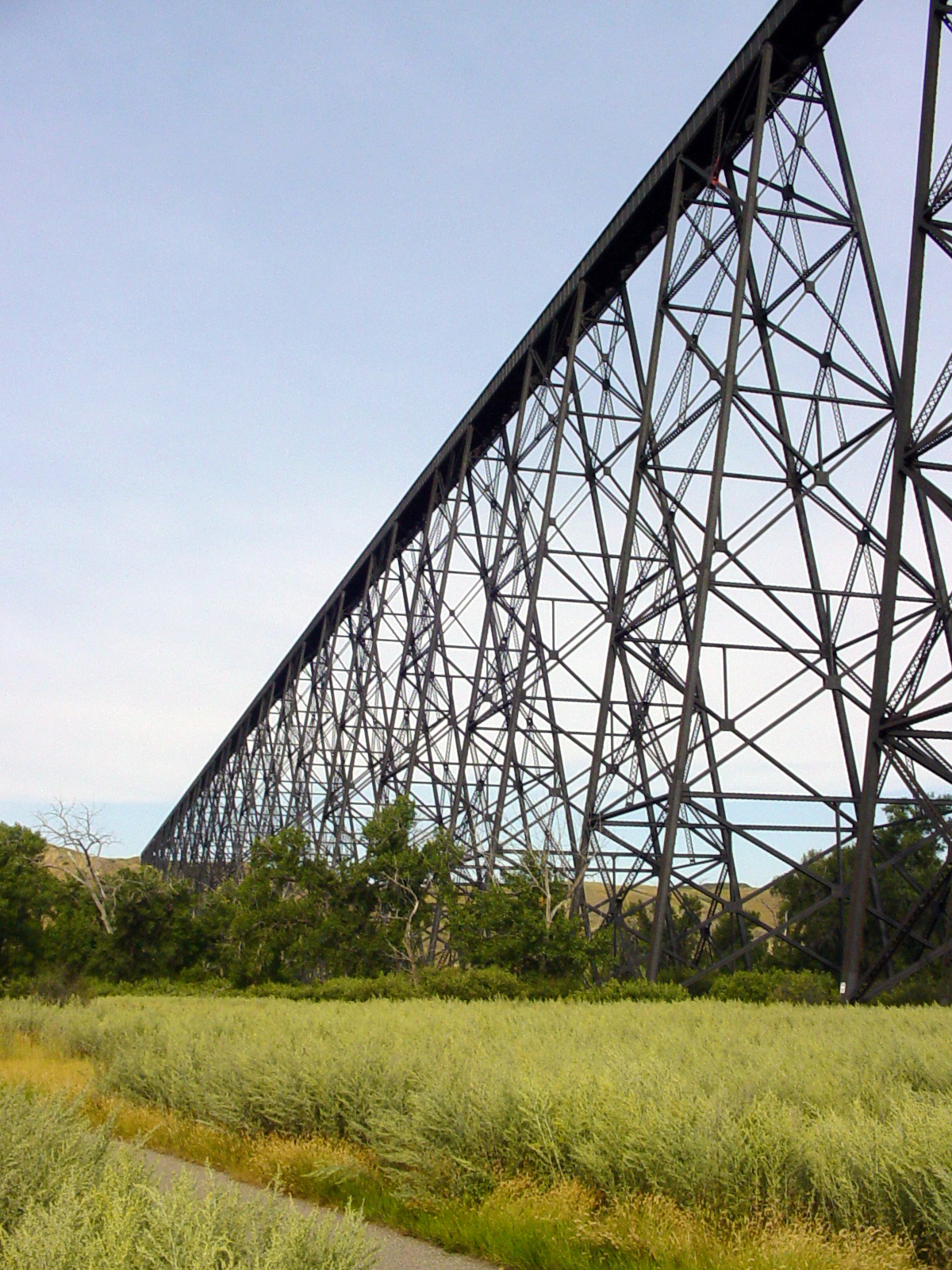
カナダ アルバータ州 Lethbridge Viaduct（英語版）
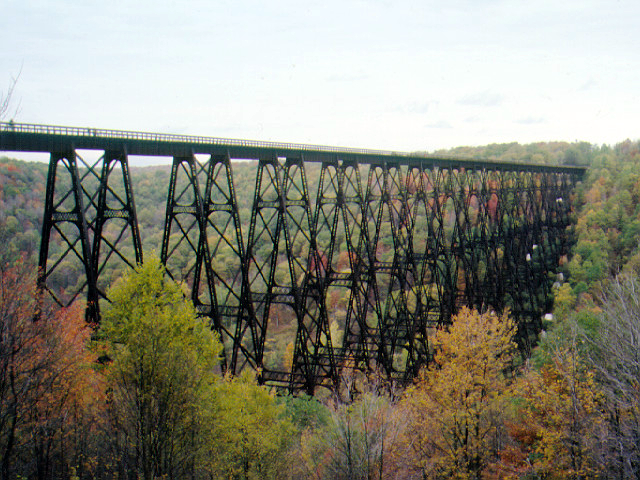
アメリカ合衆国 ペンシルベニア州 キンズーア橋

### 日本
日本では、2009年（平成21年）時点で鉄道橋11橋、道路橋1橋、計12橋が現存していた。この中では日本国有鉄道（国鉄）→西日本旅客鉄道（JR西日本）山陰本線余部橋梁（余部鉄橋、餘部橋梁）が日本最長のトレッスル橋であったが、2010年（平成22年）7月16日で供用を終了して一部が解体された。2011年現在は青森県と岩手県の県境にある旧国道4号の青岩橋（189.0m）が日本最長で、鉄道橋では南阿蘇鉄道の立野橋梁（136.8m）が日本最長である。
- 旭沢橋梁：北海道夕張市
- 第二広瀬川橋梁：宮城県仙台市青葉区 仙山線
- 第一松木川橋梁：栃木県日光市 わたらせ渓谷鐵道わたらせ渓谷線
- 開運橋：奈良県生駒郡三郷町
- 中古沢橋梁：和歌山県伊都郡九度山町 南海高野線
- 立野橋梁：熊本県阿蘇郡南阿蘇村 南阿蘇鉄道高森線
- 奥澤橋梁：東京都青梅市 青梅線

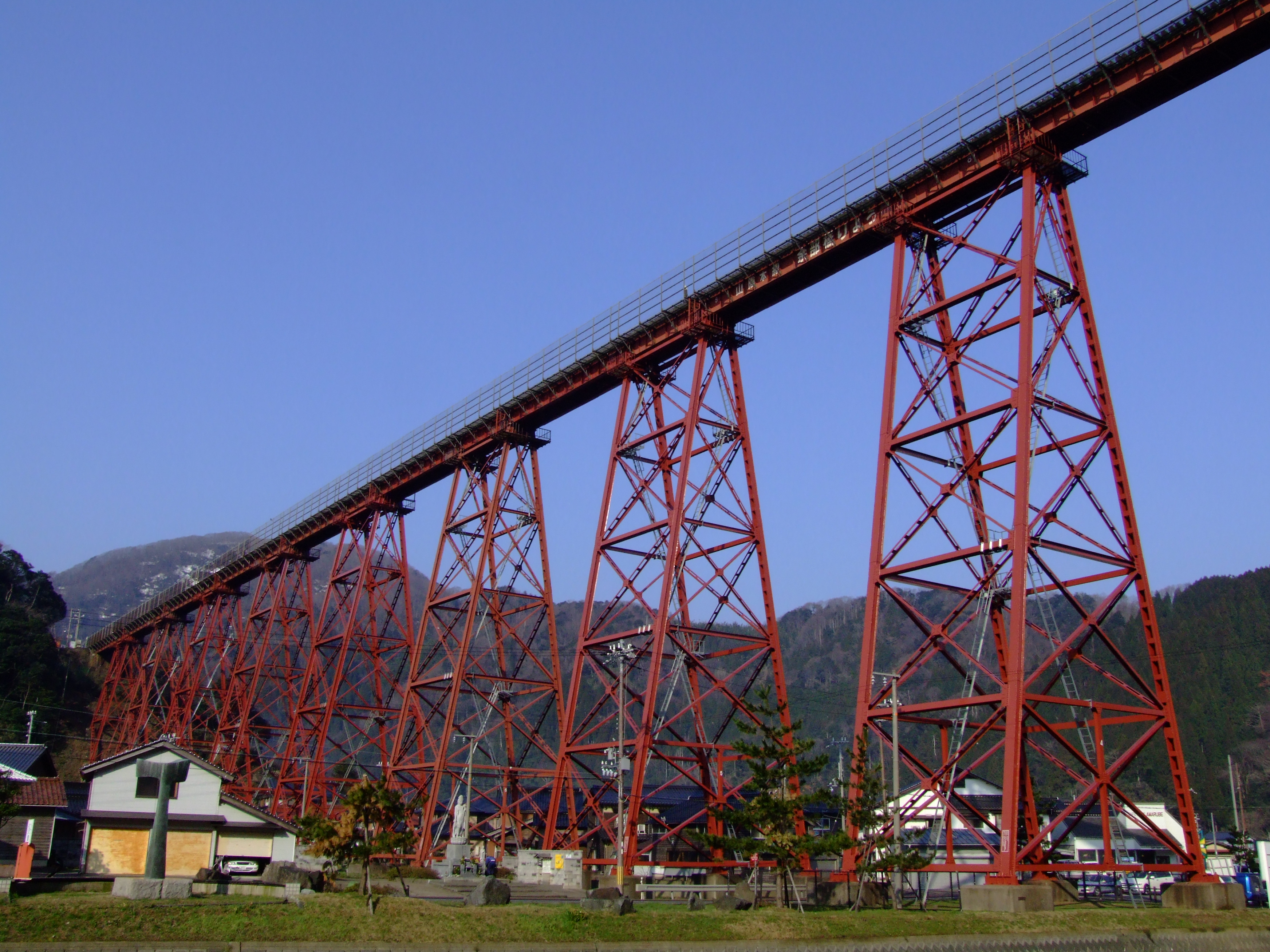
鋼製トレッスル橋のJR山陰本線余部橋梁。2010年7月16日供用終了。
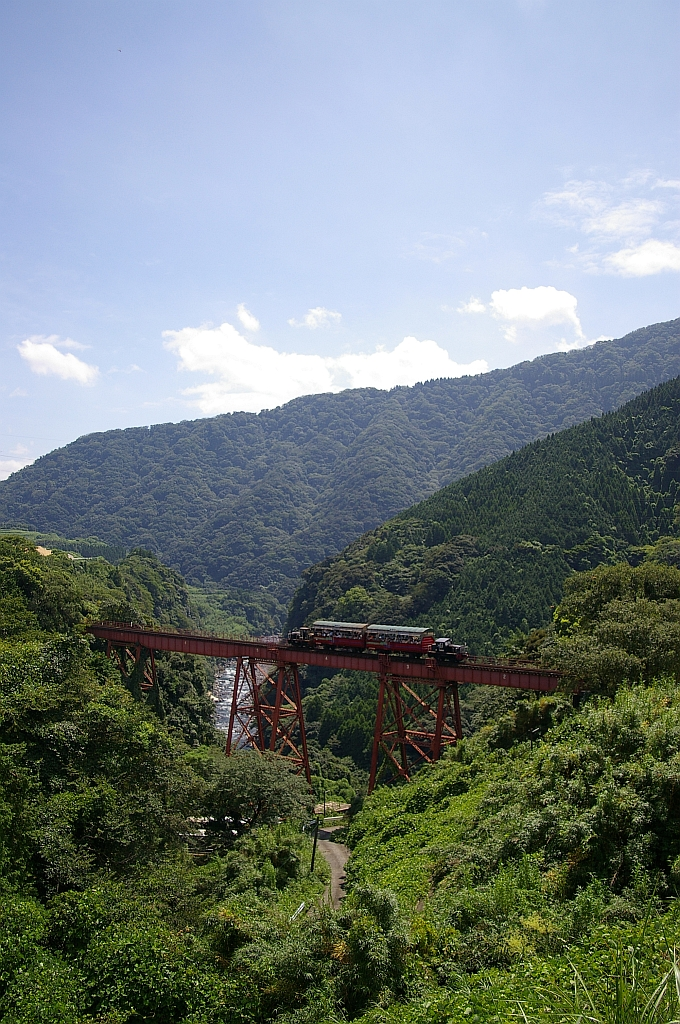
立野橋梁
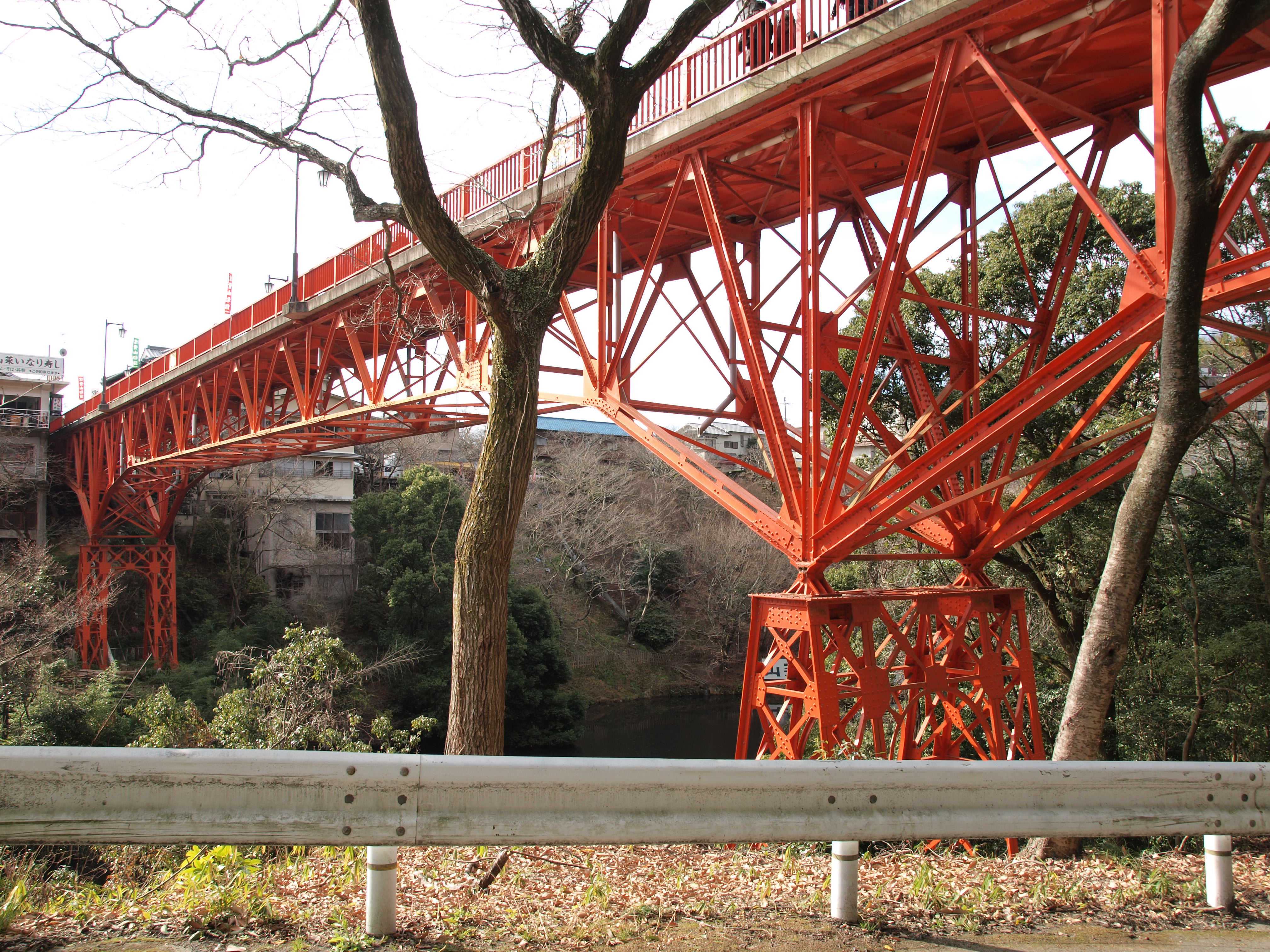
開運橋
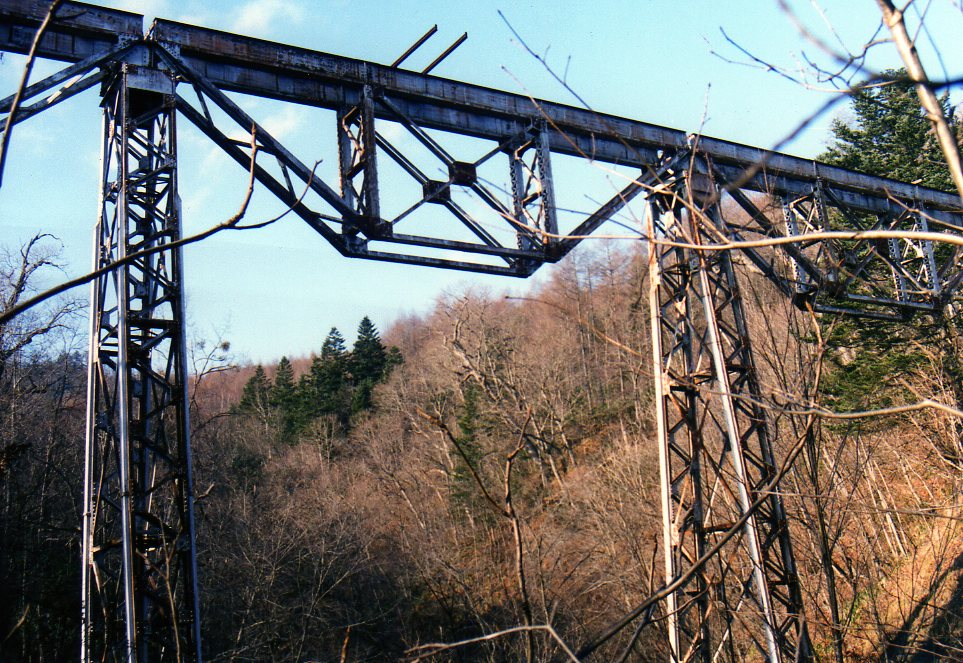
旭沢橋梁